# Imprensa Nacional – Casa da Moeda

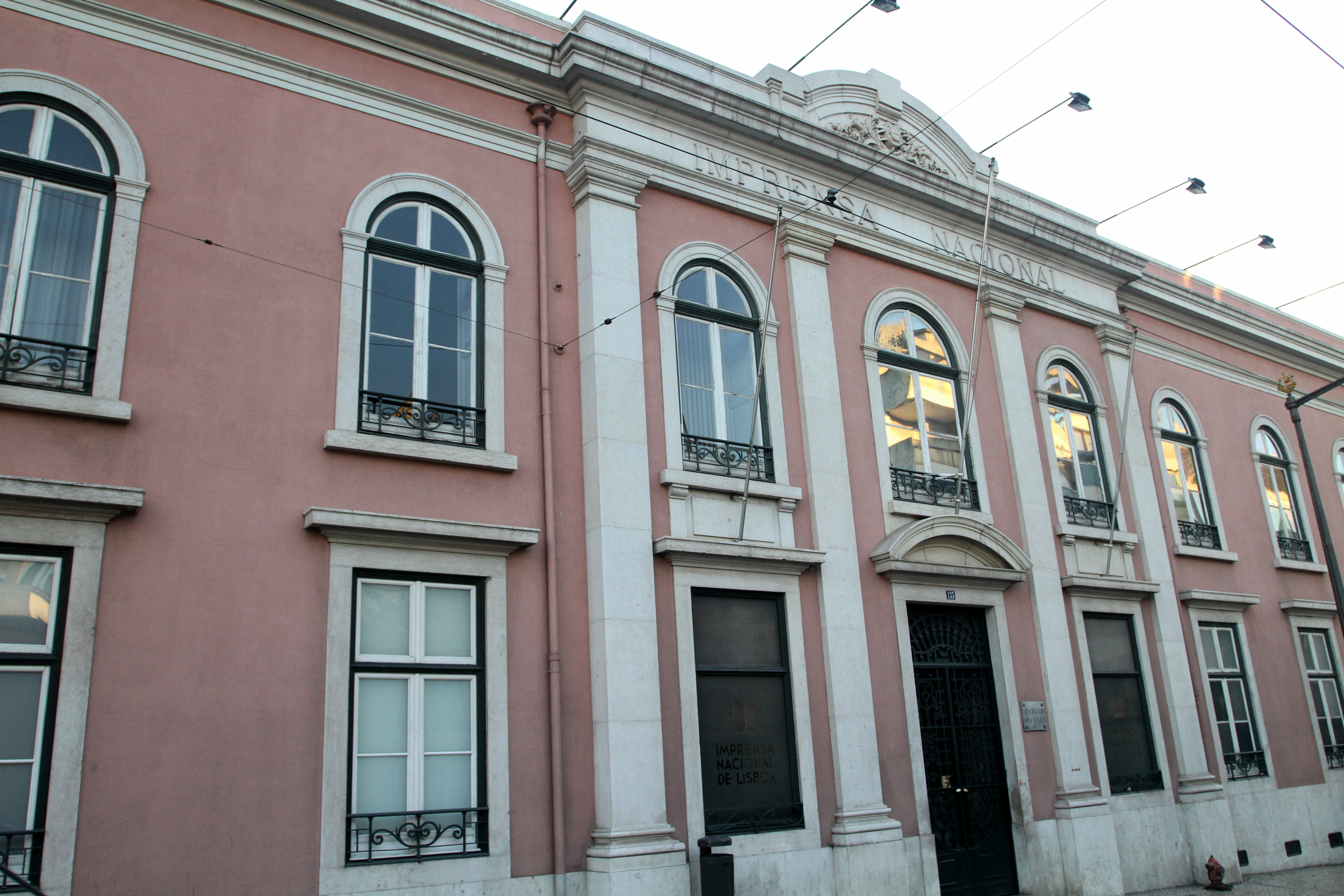
Das Gebäude der Nationalen Druckerei und Münzprägeanstalt ist das Palais D. Fernando Soares de Noronha

Die Imprensa Nacional – Casa da Moeda (INCM; deutsch Nationale Druckerei und Münzprägeanstalt) ist die Staatsdruckerei und Münzprägeanstalt von Portugal. Sie gehört der Republik Portugal und wird vom portugiesischen Finanzministerium geleitet. Sie betätigt sich auch als Verlag.

## Geschichte
Die Münzprägeanstalt (Casa da Moeda) wurde im späten 13. Jahrhundert gegründet. 1972 wurde sie mit der Staatsdruckerei (Imprensa Nacional) zur Imprensa Nacional-Casa da Moeda vereinigt. Heute produziert sie die Münzen und Banknoten für Portugal. Bis 2019 wurde  INCM, seit 2020 wird CASA DA MOEDA als Münzzeichen verwendet. Daneben werden auch Medaillen und Sicherheitsdrucke (Ausweise, Briefmarken) hergestellt, die von staatlichen Stellen genutzt und ausgegeben werden.